# Aitkenov katalog dvostrukih zvijezda
Aitkenov katalog dvostrukih zvijezda (eng. Aitken Double Star Catalogue) je astronomski katalog koji je sastavio američki astronom Robert Grant Aitken. Obuhvaća 17 180 dvostrukih zvijezda. Objavljen je u dva sveska pod naslovom "New General Catalogue of Double Stars within 120 degrees of the North Pole" (hrvatski: Novi opći katalog dvostrukih zvijezda unutar 120 stupnjeva od sjevernog pola). Primjer oznake uz dvostruku zvijezdu: ADS 16402.

## Vanjske poveznice
- Radovi R.G. Aitkena na Astrophysics Data Systemu